# Seznam vítězů turnajů ATP Tour 500
Seznam vítězů turnajů ATP Tour 500 představuje chronologický přehled finálových zápasů ve dvouhře a čtyřhře mužských tenisových profesionálních turnajů kategorie ATP Tour 500 v podobě odehraných sezon od roku 2009.

## Přehled finále

### 2009
| Turnaj     | vítěz dvouhry         | finalista dvouhry  | výsledek         |
| ---------- | --------------------- | ------------------ | ---------------- |
| Rotterdam  | Andy Murray           | Rafael Nadal       | 6–3, 4–6, 6–0    |
| Memphis    | Andy Roddick          | Radek Štěpánek     | 7–5, 7–5         |
| Acapulco   | Nicolás Almagro       | Gaël Monfils       | 6–4, 6–4         |
| Dubaj      | Novak Djoković        | David Ferrer       | 7–5, 6–3         |
| Barcelona  | Rafael Nadal          | David Ferrer       | 6–2, 7–5         |
| Hamburg    | Nikolaj Davyděnko     | Paul-Henri Mathieu | 6–4, 6–2         |
| Washington | Juan Martín del Potro | Andy Roddick       | 3–6, 7–5, 7–6(6) |
| Peking     | Novak Djoković        | Marin Čilić        | 6–2, 7–6(4)      |
| Tokio      | Jo-Wilfried Tsonga    | Michail Južnyj     | 6–3, 6–3         |
| Basilej    | Novak Djoković        | Roger Federer      | 6–4, 4–6, 6–2    |
| Valencie   | Andy Murray           | Michail Južnyj     | 6–3, 6–2         |

### 2010
| Turnaj     | vítěz dvouhry     | finalista dvouhry   | výsledek            |
| ---------- | ----------------- | ------------------- | ------------------- |
| Rotterdam  | Robin Söderling   | Michail Južnyj      | 6–3, 4–6, 6–0       |
| Memphis    | Sam Querrey       | John Isner          | 6–7(3), 7–6(5), 6–3 |
| Acapulco   | David Ferrer      | Juan Carlos Ferrero | 6–3, 3–6, 6–1       |
| Dubaj      | Novak Djoković    | Michail Južnyj      | 7–5, 5–7, 6–3       |
| Barcelona  | Fernando Verdasco | Robin Söderling     | 6–3, –6, 6–3        |
| Hamburg    | Andrej Golubjev   | Jürgen Melzer       | 6–3, 7–5            |
| Washington | David Nalbandian  | Marcos Baghdatis    | 6–2, 7–6(4)         |
| Peking     | Novak Djoković    | David Ferrer        | 6–2, 6–4            |
| Tokio      | Rafael Nadal      | Gaël Monfils        | 6–1, 7–5            |
| Basilej    | Roger Federer     | Novak Djoković      | 6–4, 3–6, 6–1       |
| Valencie   | David Ferrer      | Marcel Granollers   | 7–5, 6–3            |

### 2011
| Turnaj     | vítěz dvouhry     | finalista dvouhry  | výsledek             |
| ---------- | ----------------- | ------------------ | -------------------- |
| Rotterdam  | Robin Söderling   | Jo-Wilfried Tsonga | 6–3, 3–6, 6–3        |
| Memphis    | Andy Roddick      | Milos Raonic       | 7–6(7), 6–7(11), 7–5 |
| Dubaj      | Novak Djoković    | Roger Federer      | 6–3, 6–3             |
| Acapulco   | David Ferrer      | Nicolás Almagro    | 7–6(4), 6–7(2), 6–2  |
| Barcelona  | Rafael Nadal      | David Ferrer       | 6–2, 6–4             |
| Hamburk    | Gilles Simon      | Nicolás Almagro    | 6–4, 4–6, 6–4        |
| Washington | Radek Štěpánek    | Gaël Monfils       | 6–4, 6–4             |
| Tokio      | Andy Murray       | Rafael Nadal       | 3–6, 6–2, 6–0        |
| Peking     | Tomáš Berdych     | Marin Čilić        | 3–6, 6–4, 6–1        |
| Basilej    | Roger Federer     | Kei Nišikori       | 6–1, 6–3             |
| Valencie   | Marcel Granollers | Juan Mónaco        | 6–2, 4–6, 7–6(7–3)   |

### 2012
| Turnaj     | vítěz dvouhry       | finalista dvouhry     | výsledek           |
| ---------- | ------------------- | --------------------- | ------------------ |
| Rotterdam  | Roger Federer       | Juan Martín del Potro | 6–1, 6–4           |
| Memphis    | Jürgen Melzer       | Milos Raonic          | 7–5, 7–6(7–4)      |
| Dubaj      | Roger Federer       | Andy Murray           | 7–5, 6–4           |
| Acapulco   | David Ferrer        | Fernando Verdasco     | 6–1, 6–2           |
| Barcelona  | Rafael Nadal        | David Ferrer          | 7–6(7–1), 7–5      |
| Hamburk    | Juan Mónaco         | Tommy Haas            | 7–5, 6–4           |
| Washington | Alexandr Dolgopolov | Tommy Haas            | 6–7(7–9), 6–4, 6–1 |
| Peking     | Novak Djoković      | Jo-Wilfried Tsonga    | 7–6(7–4), 6–2      |
| Tokio      | Kei Nišikori        | Milos Raonic          | 7–6(7–5), 3–6, 6–0 |
| Basilej    | Novak Djoković      | Roger Federer         | 6–4, 4–6, 6–2      |
| Valencie   | Andy Murray         | Michail Južnyj        | 6–3, 6–2           |

### 2013
| Turnaj     | vítěz dvouhry         | finalista dvouhry | výsledek            |
| ---------- | --------------------- | ----------------- | ------------------- |
| Rotterdam  | Juan Martín del Potro | Julien Benneteau  | 7–6(7–2), 6–3       |
| Memphis    | Kei Nišikori          | Feliciano López   | 6–2, 6–3            |
| Dubaj      | Novak Djoković        | Tomáš Berdych     | 7–5, 6–3            |
| Acapulco   | Rafael Nadal          | David Ferrer      | 6-0, 6–2            |
| Barcelona  | Rafael Nadal          | Nicolás Almagro   | 6–4, 6–3            |
| Hamburk    | Fabio Fognini         | Federico Delbonis | 4–6, 7–6(10–8), 6–2 |
| Washington | Juan Martín del Potro | John Isner        | 3–6, 6–1, 6–2       |
| Peking     | Novak Djoković        | Rafael Nadal      | 6–3, 6–4            |
| Tokio      | Juan Martín del Potro | Milos Raonic      | 7–6(7–5), 7–5       |
| Valencie   | Michail Južnyj        | David Ferrer      | 6–3, 7–5            |
| Basilej    | Juan Martín del Potro | Roger Federer     | 7–6(7–3), 2–6, 6–4  |

### 2014
| Turnaj         | vítěz dvouhry   | finalista dvouhry   | výsledek                 |
| -------------- | --------------- | ------------------- | ------------------------ |
| Rotterdam      | Tomáš Berdych   | Marin Čilić         | 6–4, 6–2                 |
| Rio de Janeiro | Rafael Nadal    | Alexandr Dolgopolov | 6–3, 7–6(7–3)            |
| Dubaj          | Roger Federer   | Tomáš Berdych       | 3–6, 6–4, 6–3            |
| Acapulco       | Grigor Dimitrov | Kevin Anderson      | 7–6(7–1), 3–6, 7–6(7–5)  |
| Barcelona      | Kei Nišikori    | Santiago Giraldo    | 6–2, 6–2                 |
| Hamburk        | Leonardo Mayer  | David Ferrer        | 6–7(3–7), 6–1, 7–6(7–4)  |
| Washington     | Milos Raonic    | Vasek Pospisil      | 6–1, 6–4                 |
| Peking         | Novak Djoković  | Tomáš Berdych       | 6–0, 6–2                 |
| Tokio          | Kei Nišikori    | Milos Raonic        | 7–6(7–5), 4–6, 6–4       |
| Valencie       | Andy Murray     | Tommy Robredo       | 3–6, 7–6(9–7), 7–6(10–8) |
| Basilej        | Roger Federer   | David Goffin        | 6–2, 6–2                 |

### 2015
| Turnaj           | vítěz dvouhry  | finalista dvouhry | výsledek      |
| ---------------- | -------------- | ----------------- | ------------- |
| Rotterdam        | Stan Wawrinka  | Tomáš Berdych     | 4–6, 6–3, 6–4 |
| Rio de Janeiro   | David Ferrer   | Fabio Fognini     | 6–2, 6–3      |
| Dubaj            | Roger Federer  | Novak Djoković    | 6–3, 7–5      |
| Acapulco         | David Ferrer   | Kei Nišikori      | 6–3, 7–5      |
| Barcelona        | Kei Nišikori   | Pablo Andújar     | 6-4, 6-4      |
| Halle            | Roger Federer  | Andreas Seppi     | 7–6(7–1), 6–1 |
| Londýn           | Andy Murray    | Kevin Anderson    | 6–3, 6–4      |
| Hamburk          | Rafael Nadal   | Fabio Fognini     | 7–5, 7–5      |
| Washington, D.C. | Kei Nišikori   | John Isner        | 4–6, 6–4, 6–4 |
| Peking           | Novak Djoković | Rafael Nadal      | 6–2, 6–2      |
| Tokio            | Stan Wawrinka  | Benoît Paire      | 6–2, 6–4      |
| Vídeň            | David Ferrer   | Steve Johnson     | 4–6, 6–4, 7–5 |
| Basilej          | Roger Federer  | Rafael Nadal      | 6–3, 5–7, 6–3 |

### 2016
| Turnaj         | vítězové                             | finalisté                         | výsledek              |
| -------------- | ------------------------------------ | --------------------------------- | --------------------- |
| Rotterdam      | Martin Kližan                        | Gaël Monfils                      | 6–7(1–7), 6–3, 6–1    |
| Rotterdam      | Nicolas Mahut Vasek Pospisil         | Philipp Petzschner Alexander Peya | 7–6(7–2), 6–4         |
| Rio de Janeiro | Pablo Cuevas                         | Guido Pella                       | 6–4, 6–7(5–7), 6–4    |
| Rio de Janeiro | Juan Sebastián Cabal Robert Farah    | Pablo Carreño Busta David Marrero | 7–6(7–5) , 6–1        |
| Dubaj          | Stan Wawrinka                        | Marcos Baghdatis                  | 6–4, 7–6(15–13)       |
| Dubaj          | Simone Bolelli Andreas Seppi         | Feliciano López Marc López        | 6–2, 3–6, [14–12]     |
| Acapulco       | Dominic Thiem                        | Bernard Tomic                     | 7–6(8–6), 4–6, 6–3    |
| Acapulco       | Treat Conrad Huey Max Mirnyj         | Philipp Petzschner Alexander Peya | 7–6(7–5), 6–3         |
| Barcelona      | Rafael Nadal                         | Kei Nišikori                      | 6–4, 7–5              |
| Barcelona      | Bob Bryan Mike Bryan                 | Pablo Cuevas Marcel Granollers    | 7–5, 7–5              |
| Halle          | Florian Mayer                        | Alexander Zverev                  | 6–2, 5–7, 6–3         |
| Halle          | Raven Klaasen Rajeev Ram             | Łukasz Kubot Alexander Peya       | 7–6(7–5), 6–          |
| Londýn         | Andy Murray                          | Milos Raonic                      | 6–7(5–7), 6–4, 6–3    |
| Londýn         | Pierre-Hugues Herbert Nicolas Mahut  | Chris Guccione André Sá           | 6–3, 7–6(7–5)         |
| Hamburk        | Martin Kližan                        | Milos Raonic                      | 6–1, 6–4              |
| Hamburk        | Henri Kontinen John Peers            | Daniel Nestor Ajsám Kúreší        | 7–5, 6–3              |
| Washington     | Gaël Monfils                         | Ivo Karlović                      | 5–7, 7–6(8–6), 6–4    |
| Washington     | Daniel Nestor Édouard Roger-Vasselin | Łukasz Kubot Alexander Peya       | 7–6(7–3), 7–6(7–4)    |
| Peking         | Andy Murray                          | Grigor Dimitrov                   | 6−4, 7−6(7−2)         |
| Peking         | Pablo Carreño Busta Rafael Nadal     | Jack Sock Bernard Tomic           | 6−7(6−8), 6−2, [10−8] |
| Tokio          | Nick Kyrgios                         | David Goffin                      | 4−6, 6−3, 7−5         |
| Tokio          | Marcel Granollers Marcin Matkowski   | Raven Klaasen Rajeev Ram          | 6−2, 7−6(7−4)         |
| Vídeň          | Andy Murray                          | Jo-Wilfried Tsonga                | 6–3, 7–6(8–6)         |
| Vídeň          | Łukasz Kubot Marcelo Melo            | Oliver Marach Fabrice Martin      | 4–6, 6–3, [13–11]     |
| Basilej        | Marin Čilić                          | Kei Nišikori                      | 6–1, 7–6(7–5)         |
| Basilej        | Marcel Granollers Jack Sock          | Robert Lindstedt Michael Venus    | 6−3, 6−4              |

### 2017
| Turnaj           | vítězové                         | finalisté                               | výsledek                   |
| ---------------- | -------------------------------- | --------------------------------------- | -------------------------- |
| Rotterdam        | Jo-Wilfried Tsonga               | David Goffin                            | 4–6, 6–4, 6–1              |
| Rotterdam        | Ivan Dodig Marcel Granollers     | Wesley Koolhof Matwé Middelkoop         | 7–6(7–5), 6–3              |
| Rio de Janeiro   | Dominic Thiem                    | Pablo Carreño Busta                     | 7–5, 6–4                   |
| Rio de Janeiro   | Pablo Carreño Busta Pablo Cuevas | Juan Sebastián Cabal Robert Farah       | 6–4, 5–7, [10–8]           |
| Dubaj            | Andy Murray                      | Fernando Verdasco                       | 6–3, 6–2                   |
| Dubaj            | Jean-Julien Rojer Horia Tecău    | Rohan Bopanna Marcin Matkowski          | 4–6, 6–3, [10–3]           |
| Acapulco         | Sam Querrey                      | Rafael Nadal                            | 6–3, 7–6(7–3)              |
| Acapulco         | Jamie Murray Bruno Soares        | John Isner Feliciano López              | 6–3, 6–3                   |
| Barcelona        | Rafael Nadal                     | Dominic Thiem                           | 6–4, 6–1                   |
| Barcelona        | Florin Mergea Ajsám Kúreší       | Philipp Petzschner Alexander Peya       | 6–4, 6–3                   |
| Halle            | Roger Federer                    | Alexander Zverev                        | 6–1, 6–3                   |
| Halle            | Łukasz Kubot Marcelo Melo        | Alexander Zverev Mischa Zverev          | 5–7, 6–3, [10–8]           |
| Londýn           | Feliciano López                  | Marin Čilić                             | 4–6, 7–6(7–2), 7–6(10–8)   |
| Londýn           | Jamie Murray Bruno Soares        | Julien Benneteau Édouard Roger-Vasselin | 6–2, 6–3                   |
| Hamburk          | Leonardo Mayer                   | Florian Mayer                           | 6–4, 4–6, 6–3              |
| Hamburk          | Ivan Dodig Mate Pavić            | Pablo Cuevas Marc López                 | 6–3, 6–4                   |
| Washington, D.C. | Alexander Zverev                 | Kevin Anderson                          | 6–4, 6–4                   |
| Washington, D.C. | Henri Kontinen John Peers        | Łukasz Kubot Marcelo Melo               | 7–6(7–5), 6–4              |
| Peking           | Rafael Nadal                     | Nick Kyrgios                            | 6–2, 6–1                   |
| Peking           | Henri Kontinen John Peers        | John Isner Jack Sock                    | 6–3, 3–6, [10–7]           |
| Tokio            | David Goffin                     | Adrian Mannarino                        | 6–3, 7–5                   |
| Tokio            | Ben McLachlan Jasutaka Učijama   | Jamie Murray Bruno Soares               | 6–4, 7–6(7–1)              |
| Vídeň            | Lucas Pouille                    | Jo-Wilfried Tsonga                      | 6–1, 6–4                   |
| Vídeň            | Rohan Bopanna Pablo Cuevas       | Marcelo Demoliner Sam Querrey           | 7–6(9–7), 6–7(4–7), [11–9] |
| Basilej          | Roger Federer                    | Juan Martín del Potro                   | 6–7(5–7), 6–4, 6–3         |
| Basilej          | Ivan Dodig Marcel Granollers     | Fabrice Martin Édouard Roger-Vasselin   | 7–5, 7–6(8–6)              |

### 2018
| Turnaj           | vítězové                            | finalisté                         | výsledek           |
| ---------------- | ----------------------------------- | --------------------------------- | ------------------ |
| Rotterdam        | Roger Federer                       | Grigor Dimitrov                   | 6–2, 6–2           |
| Rotterdam        | Pierre-Hugues Herbert Nicolas Mahut | Oliver Marach Mate Pavić          | 2–6, 6–2, [10–7]   |
| Rio de Janeiro   | Diego Schwartzman                   | Fernando Verdasco                 | 6–2, 6–3           |
| Rio de Janeiro   | David Marrero Fernando Verdasco     | Nikola Mektić Alexander Peya      | 5–7, 7–5, [10–8]   |
| Dubaj            | Roberto Bautista Agut               | Lucas Pouille                     | 6–3, 6–4           |
| Dubaj            | Jean-Julien Rojer Horia Tecău       | James Cerretani Leander Paes      | 6–2, 7–6(7–2)      |
| Acapulco         | Juan Martín del Potro               | Kevin Anderson                    | 6–4, 6–4           |
| Acapulco         | Jamie Murray Bruno Soares           | Bob Bryan Mike Bryan              | 7–6(7–4), 7–5      |
| Barcelona        | Rafael Nadal                        | Stefanos Tsitsipas                | 6–2, 6–1           |
| Barcelona        | Feliciano López Marc López          | Ajsám Kúreší Jean-Julien Rojer    | 7–6(7–5), 6–4      |
| Halle            | Borna Ćorić                         | Roger Federer                     | 7–6(8–6), 3–6, 6–2 |
| Halle            | Łukasz Kubot Marcelo Melo           | Alexander Zverev Mischa Zverev    | 7–6(7–1), 6–4      |
| Londýn           | Marin Čilić                         | Novak Djoković                    | 5–7, 7–6(7–4), 6–3 |
| Londýn           | Henri Kontinen John Peers           | Jamie Murray Bruno Soares         | 6–4, 6–3           |
| Hamburk          | Nikoloz Basilašvili                 | Leonardo Mayer                    | 6–4, 0–6, 7–5      |
| Hamburk          | Julio Peralta Horacio Zeballos      | Oliver Marach Mate Pavić          | 6–1, 4–6, [10–6]   |
| Washington, D.C. | Alexander Zverev                    | Alex de Minaur                    | 6–2, 6–4           |
| Washington, D.C. | Jamie Murray Bruno Soares           | Mike Bryan Édouard Roger-Vasselin | 3–6, 6–3, [10–4]   |
| Peking           | Nikoloz Basilašvili                 | Juan Martín del Potro             | 6–4, 6–4           |
| Peking           | Łukasz Kubot Marcelo Melo           | Oliver Marach Mate Pavić          | 6–1, 6–4           |
| Tokio            | Daniil Medveděv                     | Kei Nišikori                      | 6–2, 6–4           |
| Tokio            | Ben McLachlan Jan-Lennard Struff    | Raven Klaasen Michael Venus       | 6–4, 7–5           |
| Vídeň            | Kevin Anderson                      | Kei Nišikori                      | 6–3, 7–6(7–3)      |
| Vídeň            | Joe Salisbury Neal Skupski          | Mike Bryan Édouard Roger-Vasselin | 7–6(7–5), 6–3      |
| Basilej          | Roger Federer                       | Marius Copil                      | 7–6(7–5), 6–4      |
| Basilej          | Dominic Inglot Franko Škugor        | Alexander Zverev Mischa Zverev    | 6–2, 7–5           |

### 2019
| Turnaj           | vítězové                             | finalisté                              | výsledek                |
| ---------------- | ------------------------------------ | -------------------------------------- | ----------------------- |
| Rotterdam        | Gaël Monfils                         | Stan Wawrinka                          | 6–3, 1–6, 6–2           |
| Rotterdam        | Jérémy Chardy Henri Kontinen         | Jean-Julien Rojer Horia Tecău          | 7–6(7–5), 7–6(7–4)      |
| Rio de Janeiro   | Laslo Djere                          | Félix Auger-Aliassime                  | 6–3, 7–5                |
| Rio de Janeiro   | Máximo González Nicolás Jarry        | Thomaz Bellucci Rogério Dutra da Silva | 6–7(3–7), 6–3, [10–7]   |
| Dubaj            | Roger Federer                        | Stefanos Tsitsipas                     | 6–4, 6–4                |
| Dubaj            | Rajeev Ram Joe Salisbury             | Ben McLachlan Jan-Lennard Struff       | 7–6(7–4), 6–3           |
| Acapulco         | Nick Kyrgios                         | Alexander Zverev                       | 6–3, 6–4                |
| Acapulco         | Alexander Zverev' Mischa Zverev      | Austin Krajicek Artem Sitak            | 2–6, 7–6(7–4), [10–5]   |
| Barcelona        | Dominic Thiem                        | Daniil Medveděv                        | 6–4, 6–0                |
| Barcelona        | Juan Sebastián Cabal Robert Farah    | Jamie Murray Bruno Soares              | 6–4, 7–6(7–4)           |
| Halle            | Roger Federer                        | David Goffin                           | 7–6(7–2), 6–1           |
| Halle            | Raven Klaasen Michael Venus          | Łukasz Kubot Marcelo Melo              | 4–6, 6–3, [10–4]        |
| Londýn           | Feliciano López                      | Gilles Simon                           | 6–2, 6–7(4–7), 7–6(7–2) |
| Londýn           | Feliciano López Andy Murray          | Rajeev Ram Joe Salisbury               | 7–6(8–6), 5–7, [10–5]   |
| Hamburk          | Nikoloz Basilašvili                  | Andrej Rubljov                         | 7–5, 4–6, 6–3           |
| Hamburk          | Oliver Marach Jürgen Melzer          | Robin Haase Wesley Koolhof             | 6–2, 7–6 (7–3)          |
| Washington, D.C. | Nick Kyrgios                         | Daniil Medveděv                        | 7−6(8−6), 7−6(7−4)      |
| Washington, D.C. | Raven Klaasen Michael Venus          | Jean-Julien Rojer Horia Tecău          | 3−6, 6−3, [10−2]        |
| Peking           | Dominic Thiem                        | Stefanos Tsitsipas                     | 3–6, 6–4, 6–1           |
| Peking           | Ivan Dodig Filip Polášek             | Łukasz Kubot Marcelo Melo              | 6–3, 7–6(7−4)           |
| Tokio            | Novak Djoković                       | John Millman                           | 6–3, 6–2                |
| Tokio            | Nicolas Mahut Édouard Roger-Vasselin | Nikola Mektić Franko Škugor            | 7–6(9–7), 6–4           |
| Vídeň            | Dominic Thiem                        | Diego Schwartzman                      | 3–6, 6–4, 6–3           |
| Vídeň            | Rajeev Ram Joe Salisbury             | Łukasz Kubot Marcelo Melo              | 6–4, 6–7(5–7), [10–5]   |
| Basilej          | Roger Federer                        | Alex de Minaur                         | 6–2, 6–2                |
| Basilej          | Jean-Julien Rojer Horia Tecău        | Taylor Fritz Reilly Opelka             | 7–5, 6–3                |

### 2020
| Turnaj           | vítězové                             | finalisté                          | výsledek                        |
| ---------------- | ------------------------------------ | ---------------------------------- | ------------------------------- |
| Rotterdam        | Gaël Monfils                         | Félix Auger-Aliassime              | 6–2, 6–4                        |
| Rotterdam        | Pierre-Hugues Herbert Nicolas Mahut  | Henri Kontinen Jan-Lennard Struff  | 7–6(7–5), 4–6, [10–7]           |
| Rio de Janeiro   | Cristian Garín                       | Gianluca Mager                     | 7–6(7–3), 7–5                   |
| Rio de Janeiro   | Marcel Granollers Horacio Zeballos   | Salvatore Caruso Federico Gaio     | 6–4, 5–7, [10–7]                |
| Dubaj            | Novak Djoković                       | Stefanos Tsitsipas                 | 6–3, 6–4                        |
| Dubaj            | John Peers Michael Venus             | Raven Klaasen Oliver Marach        | 6–3, 6–2                        |
| Acapulco         | Rafael Nadal                         | Taylor Fritz                       | 6–3, 6–2                        |
| Acapulco         | Łukasz Kubot Marcelo Melo            | Juan Sebastián Cabal Robert Farah  | 7–6(8–6), 6–7(4–7), [11–9]      |
| Barcelona        | zrušeno pro pandemii koronaviru      | zrušeno pro pandemii koronaviru    | zrušeno pro pandemii koronaviru |
| Halle            | zrušeno pro pandemii koronaviru      | zrušeno pro pandemii koronaviru    | zrušeno pro pandemii koronaviru |
| Londýn           | zrušeno pro pandemii koronaviru      | zrušeno pro pandemii koronaviru    | zrušeno pro pandemii koronaviru |
| Hamburk          | zrušeno pro pandemii koronaviru      | zrušeno pro pandemii koronaviru    | zrušeno pro pandemii koronaviru |
| Washington, D.C. | zrušeno pro pandemii koronaviru      | zrušeno pro pandemii koronaviru    | zrušeno pro pandemii koronaviru |
| Peking           | zrušeno pro pandemii koronaviru      | zrušeno pro pandemii koronaviru    | zrušeno pro pandemii koronaviru |
| Tokio            | zrušeno pro pandemii koronaviru      | zrušeno pro pandemii koronaviru    | zrušeno pro pandemii koronaviru |
| Petrohrad        | Andrej Rubljov                       | Borna Ćorić                        | 7–6(7–5), 6–4                   |
| Petrohrad        | Jürgen Melzer Édouard Roger-Vasselin | Marcelo Demoliner Matwé Middelkoop | 6–2, 7–6(7–4)                   |
| Vídeň            | Andrej Rubljov                       | Lorenzo Sonego                     | 6–4, 6–4                        |
| Vídeň            | Łukasz Kubot Marcelo Melo            | Jamie Murray Neal Skupski          | 7–6(7–5), 7–5                   |
| Basilej          | zrušeno pro pandemii koronaviru      | zrušeno pro pandemii koronaviru    | zrušeno pro pandemii koronaviru |